# Гилянская экспедиция (1805)
Гилянская экспедиция — военно-морской рейд Каспийской флотилии российского флота с десантом на борту, осуществлённый в июле 1805 года во время русско-персидской войны в порт Энзели с целью заставить персидского шаха заключить мир на выгодных для России условиях.

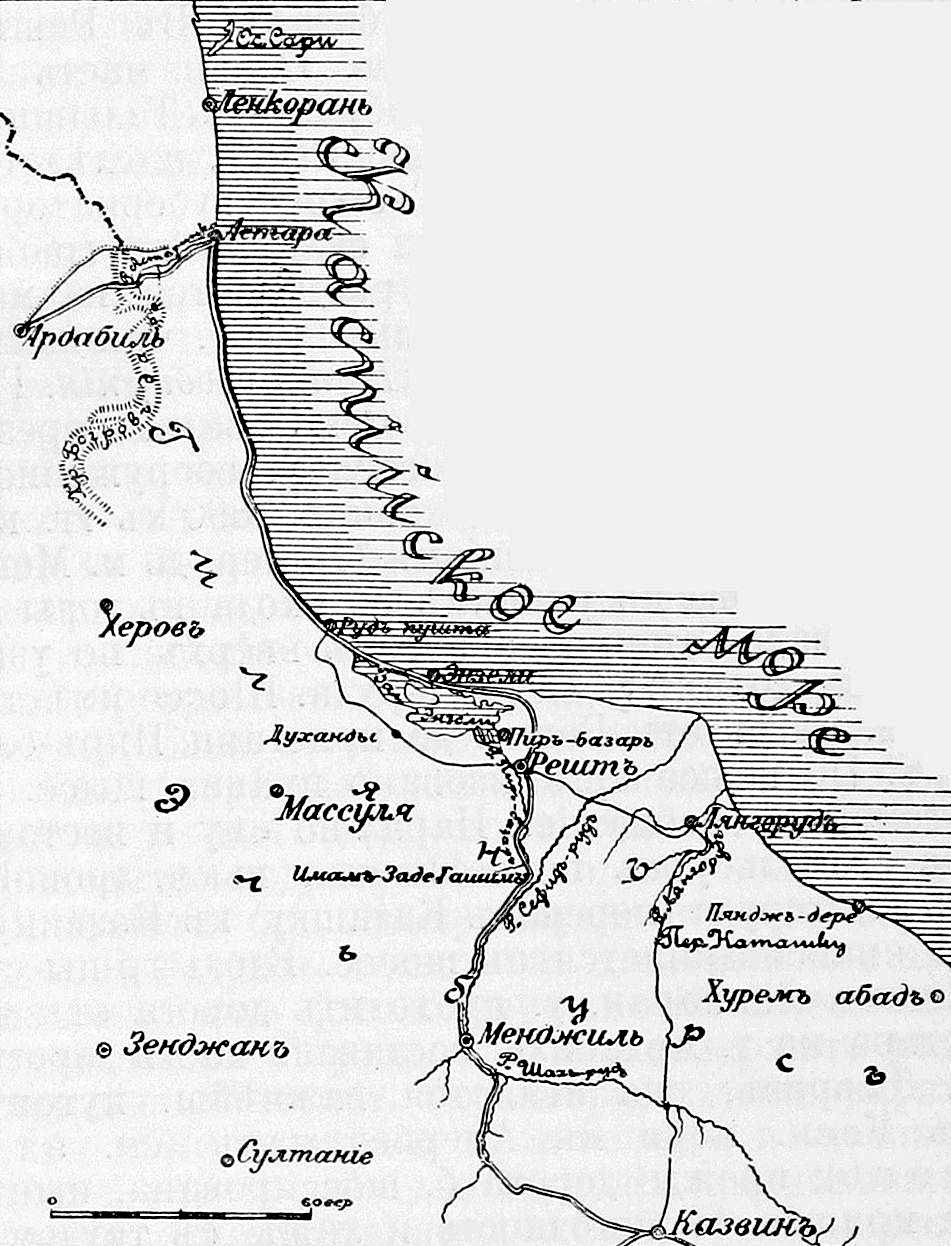
Гилян. Район боевых действий

## Предыстория
Во время Русско-персидской войны (1804—1813) Российская империя на Кавказе не имела достаточных военных ресурсов, чтобы подчинить себе край чисто военными методами, и поэтому генералу от инфантерии князю П. Д. Цицианову, наместнику (главнокомандующему) в Грузии, приходилось прибегать дополнительно к обману и угрозам, чтобы добиться от персидского шаха Фетх-али территориальных уступок в Закавказье в пользу России. Гилянская экспедиция Каспийской военной флотилии была призвана высадкой десанта занять Энзели и Решт, и оттуда её командующий генерал-майор И. И. Завалишин должен был отправить шаху личное военно-политическое послание князя.

## Ход экспедиции
Отплыв из Астрахани 23 июня Каспийская флотилия с десантом подошла 2 июля к персидским берегам, и на следующий день рота Казанского мушкетерского полка под прикрытием корабельной артиллерии после непродолжительного боя заняла порт Энзели, захватив в качестве трофеев три судна и 8 фальконетов с боеприпасами. 
4 июля сводный батальон под командованием подполковника А. Ф. Асеева после трехчасового боя взял приморский город Пери-Базар, откуда было отправлено письмо Фетх-Али-шаху. 5 июля на полдороге от Пери-Базара к Решту состоялось полевое сражение, в котором персидским сарбазам удалось остановить русские войска и принудить их к отступлению в Энзели, причем русские потеряли убитыми всех упряжных лошадей и были вынуждены бросить орудие, у лафета которого сломалась ось. 
8 июля к Пери-Базару подошло 8 тысяч персидской конницы, прибывшей из Карабаха, и после этого отряду генерала Завалишина ничего иного не оставалось, как погрузиться на суда и 20 июля направиться в сторону Баку.

## Результаты
Экспедиция к персидским берегам, имевшая характер военной демонстрации, главной целью которой было заставить Фетх-Али-шаха начать прямые переговоры с  князем П. Д. Цициановым о мире, провалилась. Осознав провал авантюры, Цицианов решил изменить задачу экспедиции, и потребовал от Завалишина захватить Баку, что тот попытался сделать в конце августа, но потерпел неудачу.